# بابلو كاسادو بلانكو
بابلو كاسادو بلانكو (بالإسبانية: Pablo Casado )‏ (و. 1981  م) هو سياسي، ومحامي إسباني، ولد في بالنثيا، هو عضوٌ حزب الشعب (منذ 2003).

## مناصب
تولى منصب president of the Partido Popular ‏ (منذ 21 يوليو 2018)
- عضو مجلس النواب الإسباني  [لغات أخرى]‏ (منذ 14 يوليو 2016)[14][15]
- عضو مجلس النواب الإسباني  [لغات أخرى]‏ (8 يناير 2016–19 يوليو 2016)[15][16]
- عضو مجلس النواب الإسباني  [لغات أخرى]‏ (28 نوفمبر 2011–13 يناير 2016)[15][17]
- عضو جمعية مدريد  [لغات أخرى]‏ (13 يونيو 2007–9 يوليو 2009).[15][18]

## التعليم
تعلم في جامعة الملك خوان كارلوس (2007–2014)، وCES Cardenal Cisneros ‏ (2005–2007)، وICADE ‏ (منذ 1999)، وMarist Brothers ‏، وجامعة كمبلوتنسي بمدريد.

## روابط خارجية
- بابلو كاسادو بلانكو على موقع مونزينجر (الألمانية)